# Le Secret d'Églantine
Le Secret d'Églantine est la treizième histoire de la série Benoît Brisefer de Thierry Culliford et Pascal Garray. Elle est publiée pour la première fois en album en 1999.

## Résumé
En se rendant à la campagne afin d'acheter des fleurs pour Madame Adolphine, Benoît fait la connaissance d'une jeune fille qui étrangement, possède la même force surhumaine que lui...

### Documentation
- Bernard Rastoin, « Impeyoable », BoDoï, no 21,‎ juillet 1999, p. 9.